# Souastre
Souastre là một xã ở tỉnh Pas-de-Calais, vùng Hauts-de-France của Pháp.

## Địa lý
Souastre tọa lạc 15 dặm (24,1 km) về phía tây nam của Arras, tại giao lộ của các tuyến đường D2, D6 và D23.

## Dân số
| 1962                                                         | 1968 | 1975 | 1982 | 1990 | 1999 | 2006 |
| ------------------------------------------------------------ | ---- | ---- | ---- | ---- | ---- | ---- |
| 403                                                          | 442  | 434  | 368  | 352  | 324  | 337  |
| Số liệu điều tra dân số từ năm 1962: Dân số không tính trùng |      |      |      |      |      |      |

## Địa điểm nổi bật
- Nhà thờ St.Vaast, thế kỷ 17.